# بریان هیوز (بازیکن فوتبال، زاده ۱۹۳۷)
بریان هیوز (انگلیسی: Brian Hughes؛ زادهٔ ۲۰ ژوئن ۱۹۳۷ - درگذشته ۷ اکتبر ۲۰۱۸) یک بازیکن فوتبال اهل ولز بود.